# Рагімов Шахріяр Агали-огли
Шахріяр Агали огли Рагімов (азерб. Şəhriyar Rəhimov, 6 квітня 1989, Баку — 25 серпня 2023, Туреччина) — азербайджанський футболіст, захисник, півзахисник клубу «Сабаїл».
Виступав, зокрема, за клуб «Кяпаз», а також національну збірну Азербайджану.
Чемпіон Азербайджану.

## Клубна кар'єра
У дорослому футболі дебютував 2007 року виступами за команду «Інтер» (Баку), в якій провів два сезони, взявши участь у 5 матчах чемпіонату. За цей час виборов титул чемпіона Азербайджану.
Згодом з 2010 по 2015 рік грав у складі команд «Карван», «Інтер» (Баку), АЗАЛ (Баку), «Раван» та АЗАЛ (Баку).
Своєю грою за останню команду привернув увагу представників тренерського штабу клубу «Кяпаз», до складу якого приєднався 2015 року. Відіграв за команду з Гянджі наступні три сезони своєї ігрової кар'єри. Більшість часу, проведеного у складі «Кяпаза», був основним гравцем команди.
Протягом 2018—2021 років захищав кольори клубів «Сабаїл» та «Зіра».
До складу клубу «Сабаїл» приєднався 2021 року.

## Виступи за збірні
Протягом 2009–2010 років залучався до складу молодіжної збірної Азербайджану. На молодіжному рівні зіграв у 12 офіційних матчах, забив 1 гол.
У 2018 році дебютував в офіційних матчах у складі національної збірної Азербайджану.
Помер 25 серпня 2023 року на 35-му році життя у Туреччині, де перебував на лікуванні.
| Дата       | Місто    | Господарі   | Результат | Гості       | Турнір            | Голи | Примітки |
| ---------- | -------- | ----------- | --------- | ----------- | ----------------- | ---- | -------- |
| 23-3-2018  | Баку     | Азербайджан | 0 – 1     | Білорусь    | товариський матч  | -    | 49' 74'  |
| 21-3-2019  | Загреб   | Хорватія    | 2 – 1     | Азербайджан | Відбір до ЧЄ 2020 | -    |          |
| 11-6-2019  | Баку     | Азербайджан | 1 – 5     | Словаччина  | Відбір до ЧЄ 2020 | -    |          |
| 6-9-2019   | Кардіфф  | Уельс       | 2 – 1     | Азербайджан | Відбір до ЧЄ 2020 | -    | 73'      |
| 9-9-2019   | Баку     | Азербайджан | 1 – 1     | Хорватія    | Відбір до ЧЄ 2020 | -    |          |
| 9-10-2019  | Ріффа    | Бахрейн     | 2 – 3     | Азербайджан | товариський матч  | -    | 68'      |
| 13-10-2019 | Будапешт | Угорщина    | 1 – 0     | Азербайджан | Відбір до ЧЄ 2020 | -    | 12'      |
| 16-11-2019 | Баку     | Азербайджан | 0 – 2     | Уельс       | Відбір до ЧЄ 2020 | -    | 89'      |
| 19-11-2019 | Трнава   | Словаччина  | 2 – 0     | Азербайджан | Відбір до ЧЄ 2020 | -    |          |
| Усього     |          | Матчів      | 9         |             | Голів             | 0    |          |

## Титули і досягнення
- Чемпіон Азербайджану (1):

«Інтер» (Баку): 2007-2008